# Hamburger Horrortheater
Das Hamburger Horrortheater ist eine freie Theatergruppe mit Sitz in Hamburg. Die Gruppe existiert seit 2011 und ist spezialisiert auf Adaptionen klassischer Schauerliteratur.

## Geschichte
2011 als Kölner Horror-Theater gegründet, zeigten sie bis 2015 in der Reihe Das Kabinett des Doktor Tumblety Stücke in der Tradition des französischen Horrortheaters Grand Guignol, die mit verschiedensten Schwerpunkten ein breites Spektrum des Genres abdeckten.
Nachdem ihre zweite Spielzeit in Köln vollständig ausverkauft war, waren sie 2013 bis 2014 quer durch Deutschland auf Tournee, mit Auftritten u. a. in Berlin, Hamburg und Stuttgart, bevor sie sich in Hamburg niederließen. In dieser Zeit erweiterten sie ihr Programm über Grand-Guignol-Werke hinaus.
Zusammen mit dem Hochschulradio Aachen erarbeiteten sie die Radiohörspiele Das Haus des Richters, Dracula und Prometheus oder Wie Frankenstein in die Welt kam. Sie sind seitdem ebenfalls mit Lesungen klassischer Schauerliteratur unterwegs; ihre erfolgreichste Reihe ist Einst, um eine Mittnacht… mit ausgewählten Werken Edgar Allan Poes, mit der sie auch im Rahmenprogramm des Züricher Literaturfestivals auftraten. Zudem arbeiten sie viel mit Jugendeinrichtungen zusammen und führten bereits an diversen Schulen Horrortheaterkurse durch.
Seit 2015 ergänzen ernsthafte Schauerdramen ihr Programm. Der Fokus liegt dabei meist auf unerzählten Episoden oder übersehenen Aspekten der Vorlagen. Zu diesen Dramen gehörte auch eine Trilogie um den fiktiven Meisterverbrecher Fantômas, welche zu den ersten Theateradaptionen der Romane seit gut hundert Jahren zählt.
2017 drehten sie mit Poe im Urbanen ihren ersten Kurzfilm, im Herbst des Jahres führten sie im Hamburger Gängeviertel eine Popup-Bühne, auf der allabendlich verschiedene Künstler aus ihren Werken lasen oder auch kleine Konzerte gaben. Darunter waren Genre-Autoren wie Vincent Voss, der Gewinner des deutschen Horrorliteraturpreises, Linda Schyma oder Nils Krebber.
2018 veranstalteten sie einen „Horrorslam“, die weltweit erste Abwandlung des klassischen Poetry-Slams, bei dem nur Genre-Geschichten vorgestellt wurden. Im selben Jahr erschien mit ihrem Buch Fantômas und das Geheimnis des Phantoms der Oper der erste Roman einer Hamburger Theatergruppe überhaupt.
Im Spätsommer 2021 zog die Gruppe nach Prag und zeigt ihr Programm seitdem als The Prague Horrortheater.

## Das Phantom der Oper
Gaston Lerouxs Roman Das Phantom der Oper und seine Hintergründe bilden einen Schwerpunkt im Werk der Gruppe. In ihrem Stück Paris! Geschichten der französischen Schauerliteratur adaptierten sie mit dem im Roman ungesehenen Freitod der Figur Joseph Buquet erstmals eine Episode des Buches.
2017 nahmen sie mit Die Geheimnisse des Phantom der Oper ihren ersten Vortrag über die Hintergründe eines Schauerromans in ihr Programm auf; die durchschnittliche Länge des Vortrags beträgt drei Stunden.
Nach sechs Jahren Planung und zwei Jahren Recherche feierte ihre Monologbearbeitung der Lebensgeschichte der Titelfigur, Meister der Falltüren, seine Weltpremiere Ende 2018 in Hamburg. Das Stück wird über mehrere Jahre in verschiedenen deutschen Städten laufen und in verschiedenen Fassungen von diversen Schauspielern interpretiert.
Im Oktober 2019 erschien der erste Roman des Hamburger Horrortheaters, Fantômas und das Geheimnis des Phantoms der Oper, im Brighton Verlag. Mit diesem Buch will der künstlerische Leiter der Gruppe, Theaterproduzent Gordon L. Schmitz, aufzeigen, wie die wichtigsten Werke, Künstler und Wirkungsstätten der Schauerliteratur in der späten Belle Époque – die Fantômas-Romane, das Théâtre du Grand Guignol und Gaston Leroux – sich gegenseitig beeinflusst haben und wie keine anderen Werke die Ängste ihrer Zeit erfassten.

## Stücke
- 2011: Das Kabinett des Doktor Tumblety: Garagentheater
- 2011: Suicidal Love
- 2011: Die Abenteuer des Sherlock Holmes
- 2011–2012: Das Kabinett des Doktor Tumblety: A New World of Gods and Monsters
- 2012–2013: Das Kabinett des Doktor Tumblety: Groschenheft-Geschichten
- 2013: Das Kabinett des Doktor Tumblety: Menschenfresser
- 2014: Das Kabinett des Doktor Tumblety: Paris! Geschichten der französischen Schauerliteratur
- 2015: Das Kabinett des Doktor Tumblety: Die 5 Kadaver Show
- 2015: Die Tochter des Fantômas
- 2015: Die Rückkehr des Fantômas
- 2017: Draculas Gast
- 2018–2019: Meister der Falltüren

## Lesereihen
- „Einst, um eine Mittnacht…“ – Die Schauergeschichten Poes
- Die Detektivgeschichten Poes
- Die Sage von der Schläfrigen Schlucht
- Die Geheimnisse des Phantoms der Oper – Auszüge, Hintergründe und Kontexte eines unterschätzten Meisterwerks der Schauerliteratur
- #GermanHorror
- #GermanHorror – Lyrik
- Untot! Klassiker der Vampirliteratur von Polidori bis Heine